# Zbór Kościoła Wolnych Chrześcijan w Bytomiu
Zbór Kościoła Wolnych Chrześcijan w Bytomiu – zbór  istniejący od 1974 roku.
Do roku 1974 bytomscy wolni chrześcijanie należeli do kościoła w Chorzowie.
Starszym zboru jest Marek Najewajka. Nabożeństwa odbywają się przy Placu Słowiańskim 9/2 w niedzielę o godz. 10.00 i środę o godz. 17.00

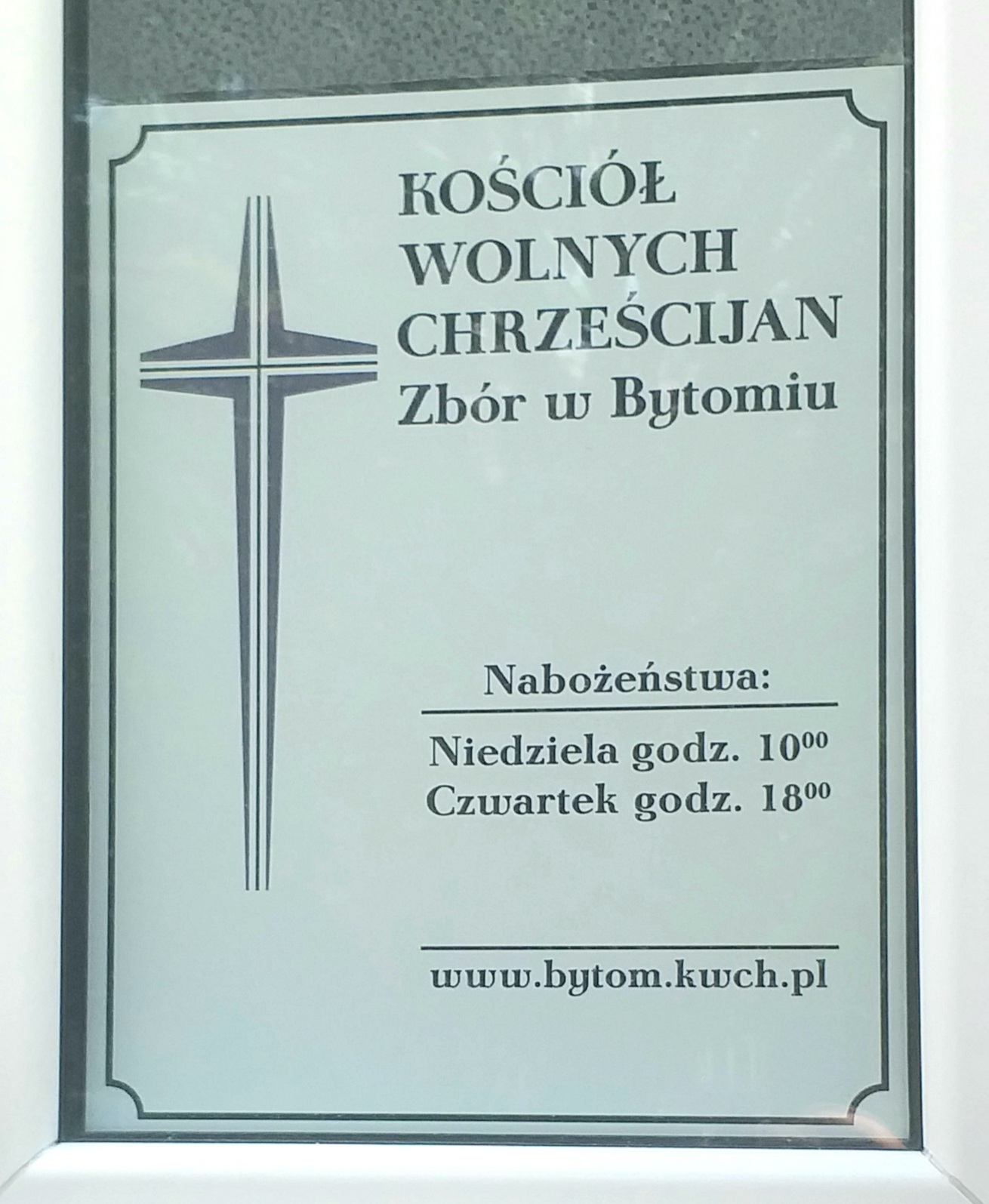
KWCh w Bytomiu - tablica

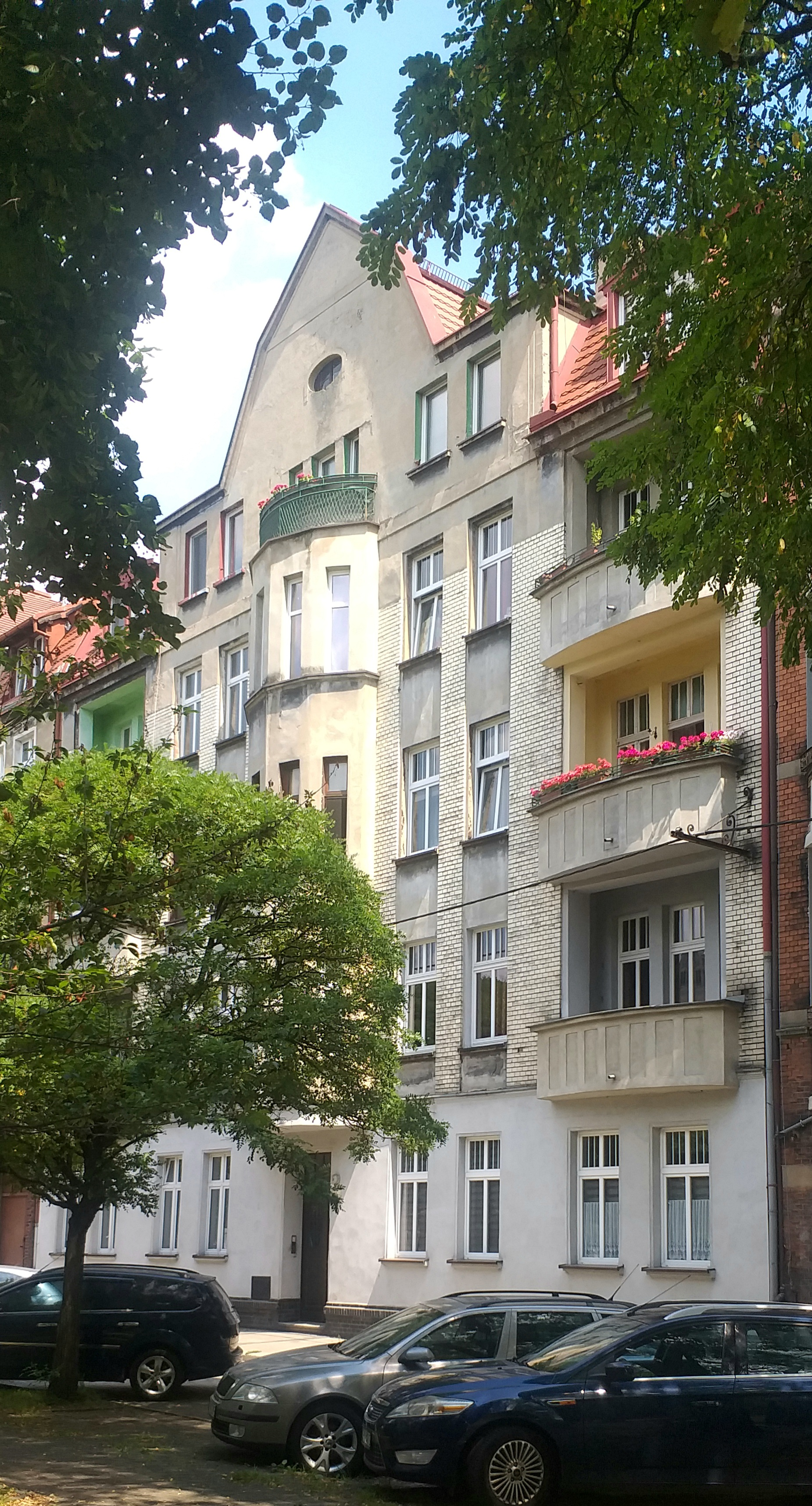
Kamienica przy pl. Słowiańskim w Bytomiu, gdzie mieści się zbór